# Planum Boreum

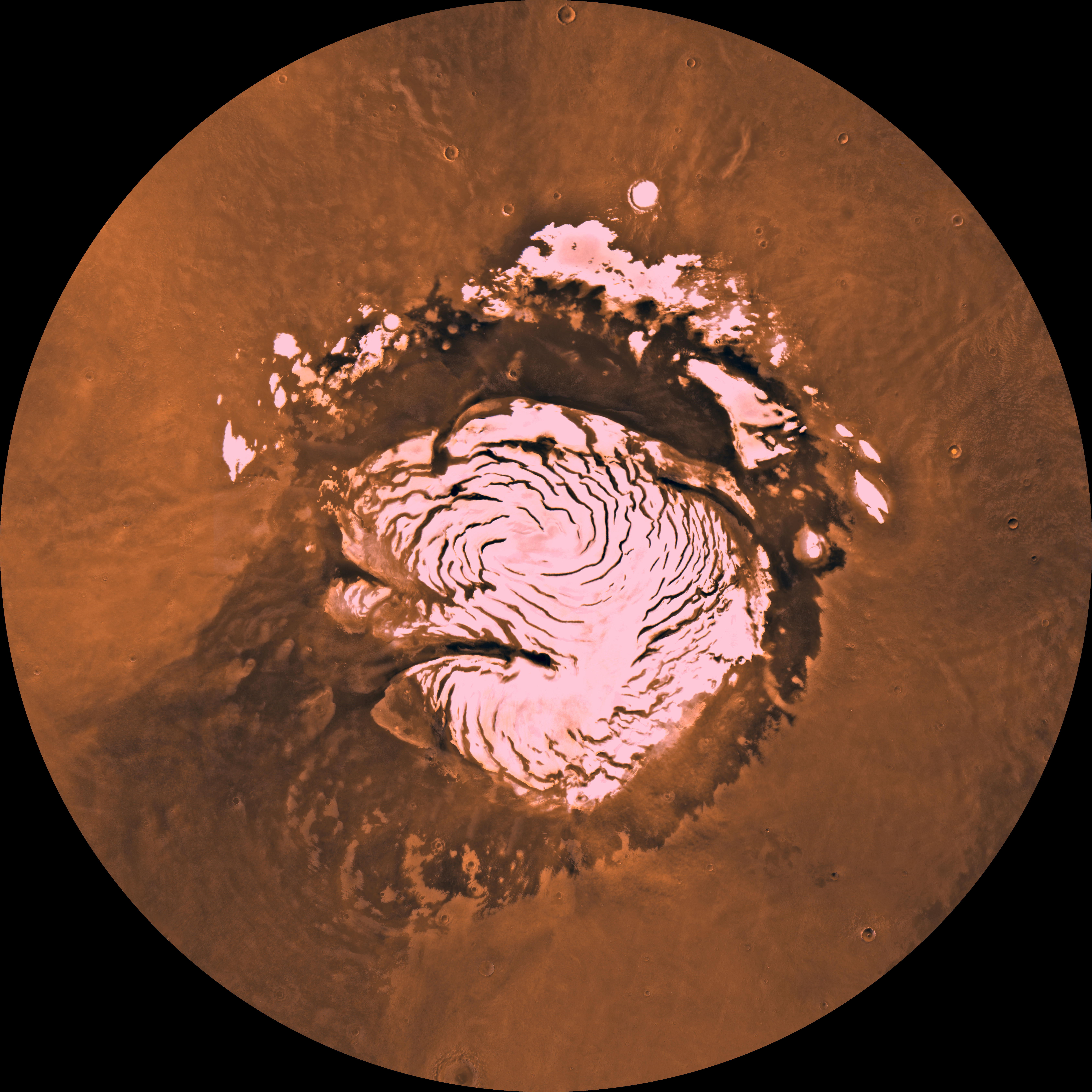
Planum Boreum – obszar północnej czapy polarnej Marsa

Planum Boreum (łac. Równina północna) – równina na północnej półkuli Marsa. Obszar ten ma średnicę około 355 km i rozciąga się od 80,6° do 90,00° szerokości północnej oraz od 0° do 360° długości zachodniej. Centrum Planum Boreum znajduje się na ♂ 87,32°N 305,04°W/87,320000 -305,040000. Decyzją Międzynarodowej Unii Astronomicznej w 1976 roku rejon ten został nazwany od łacińskiej nazwy północy. Obszar równiny pokrywa północna czapa polarna Marsa.
Kratery w rejonie Planum Boreum są niezwykle rzadkie. Może to oznaczać, iż jest to albo rejon geologicznie bardzo młody, albo kratery na powierzchni lodu nie zachowują się zbyt długo, a w wyniku zmian napięcia powierzchniowego ich kształt na powierzchni lodu stosunkowo szybko ulega zatarciu. Badania polegające na zliczaniu kraterów o różnych średnicach prowadzą do wniosku, że pokrywa lodowa Marsa może mieć nie więcej niż 10 tysięcy lat, a sama powierzchnia zbudowana z nawarstwiających się osadów może liczyć zaledwie 10 milionów lat. Obecnie więc dominuje pogląd, że jest to rejon bardzo młody geologicznie.
Każdej wiosny w pobliżu marsjańskich biegunów pojawiają się ciemne plamy. Plamy te zazwyczaj mają około 50 metrów średnicy i układają się w kształty przypominające wzór wachlarza. Obserwacje dokonane z pokładu należącego do NASA orbitera 2001 Mars Odyssey, z użyciem instrumentu Themis, wyjaśniły, że plamy te były tak zimne, jak zestalony dwutlenek węgla (CO2) znajdujący się pod nimi. W oparciu o te dowody zasugerowano hipotezę, według której czarne plamy są spowodowane przez wybuchowe strumienie dwutlenku węgla obciążonego piaskiem. Podczas gdy biegun polarny rozgrzewa się wiosną, sublimujący, gazowy CO2, przebija cienkie powierzchnie i zaczyna odpowietrzać gazowy CO2 utrzymywany pod warstwą czarnego piasku. Kiedy ciemne odpowietrzające plamy pojawiają się w pobliżu szczytów wydm, lawiny ciemnego piasku opadają po stokach w dół wydmy, zostawiając ciemne smugi na powierzchni – smugi, które mogą przypominać drzewa stojące na tle jaśniejszych powierzchni.
Barwa czarnych smug wynika z koloru ciemnoszarego bazaltowego piasku, a kolor czerwony jest spowodowany wszechobecnym marsjańskim pyłem.

## Galeria

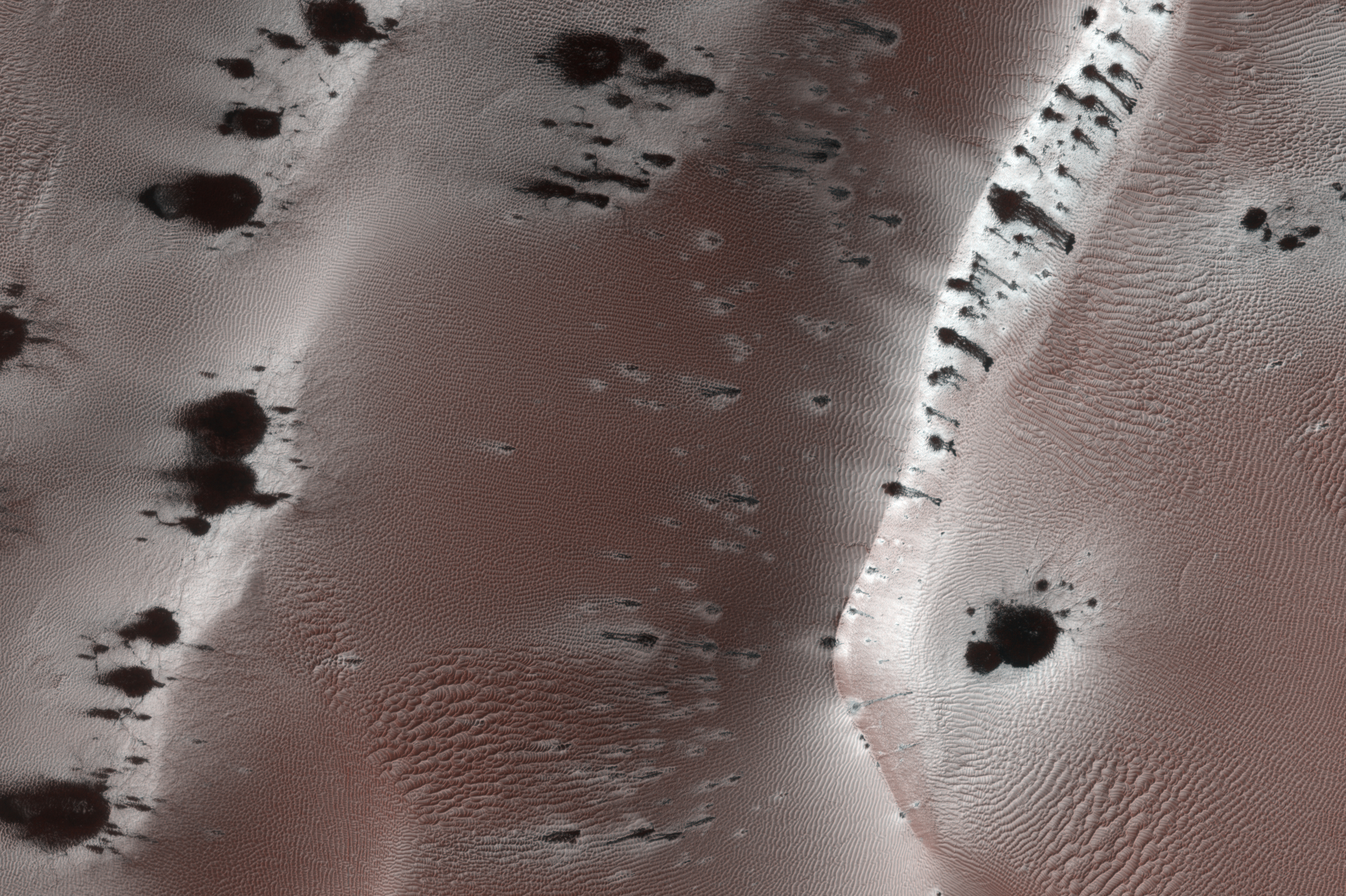
Czarne plamy na wydmach znajdujących się na czapie polarnej podczas marsjańskiej wiosny
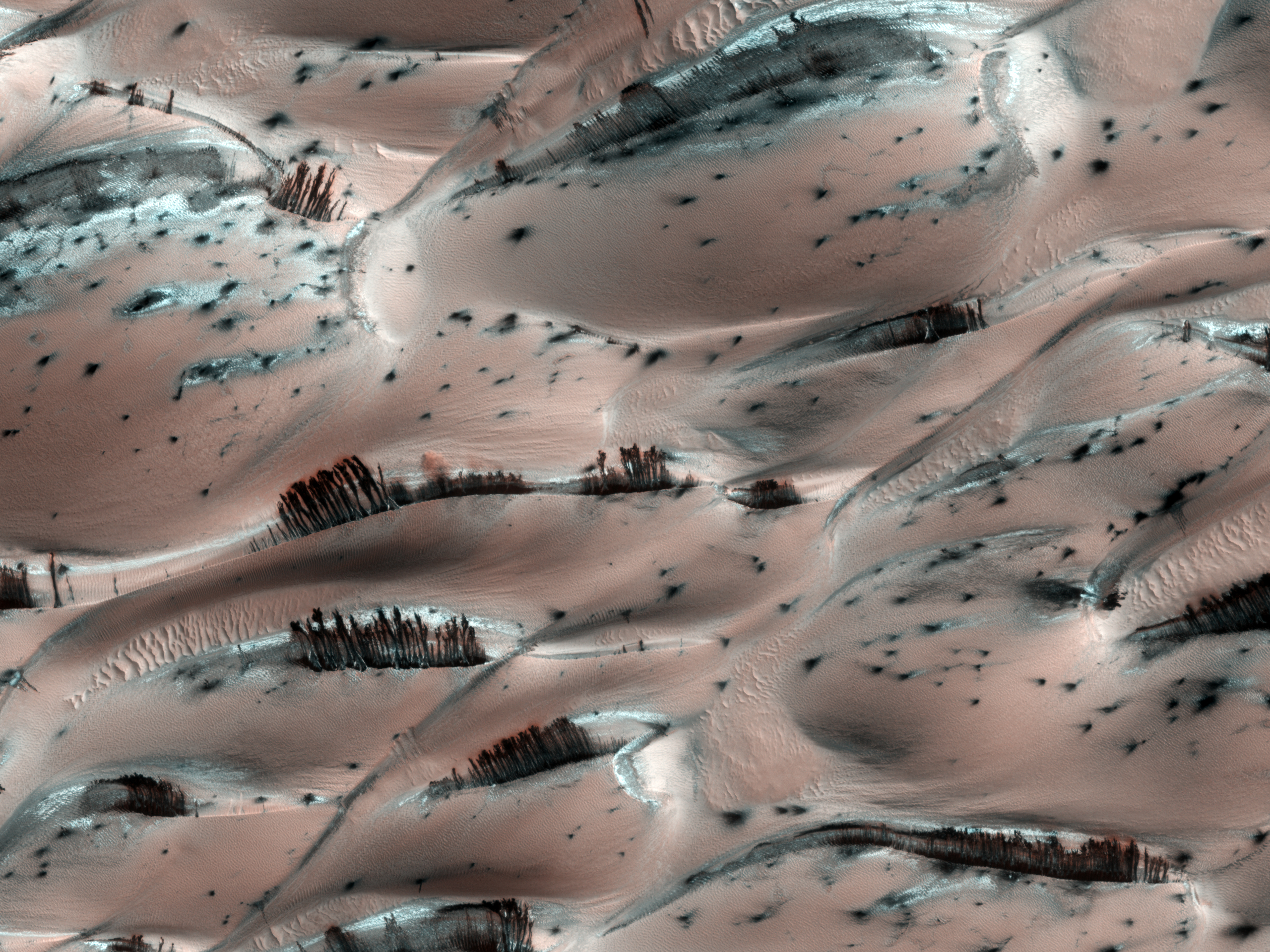
Ciemne smugi pozostawione przez lawiny bazaltowego piasku wyrzuconego przez wybuchowe strumienie dwutlenku węgla